# CaixaBank
CaixaBank est une entreprise financière espagnole qui comprend les anciennes activités bancaires et assurantielles de La Caixa. Elle est détenue à 61 % par La Caixa. Elle possède un certain nombre de participations que détenait La Caixa, alors que d'autres sont transférées dans une filiale Criteria CaixaHolding détenue directement par La Caixa.

## Histoire
Le 7 novembre 2012, CaixaBank annonce sa fusion avec Banca Civica, valorisant Banca Civica pour 977 millions d'euros,.
Le fonds de restructuration des banques espagnoles (FROB) a annoncé le 28 novembre 2012 que CaixaBank, va racheter Banco de Valencia, la sixième banque espagnole à cette date, nationalisée depuis novembre 2011, pour 1 €, après que le FROB a renfloué Banco de Valencia avec une aide de 3,46 milliard d'euros,.
En septembre 2014, Barclays vend ses activités de banque privée en Espagne à CaixaBank pour 800 millions d'euros.
En février 2015, CaixaBank annonce son souhait d'acquérir les 56 % qu'elle ne détient pas dans Banco BPI pour environ 1,1 milliard d'euros. En avril 2016, CaixaBank possède 44,1 % de Banco BPI et annonce faire une nouvelle offre valorisant BPI à 1,8 milliard de dollars, offre qui représente donc une baisse de 18 % par rapport à l'offre de 2015.
En juin 2015, la Société générale acquiert les 20,5 % de parts restant que détenait CaixaBank dans Boursorama pour 218 millions d'euros.
En avril 2016, CaixaBank annonce la suppression de 500 postes.
En février 2017, CaixaBank augmente sa participation dans Banco BPI de 45 % à 84,5 %.
En octobre 2017, pendant la crise qui touche le pays à l'issue du référendum de 2017 sur l'indépendance de la Catalogne, la banque décide de transférer son siège de Barcelone à Valence.
En septembre 2020, CaixaBank acquiert Bankia pour 4,3 milliards d'euros, créant un nouvel ensemble reprenant le nom de CaixaBank, basé à Valence ayant une capitalisation de 16 milliards de dollars, 51 000 salariés et 6 300 agences. La fondation La Caixa garde une participation de 30 % dans cet ensemble contre 40 % auparavant dans CaixaBank et l'État espagnol garde une participation de 16,1 % contre une participation de 61,8 % dans Bankia. En avril 2021, CaixaBank annonce la suppression de près de 8 000 postes, représentant 20 % de ses salariés et de près de 1 500 agences, représentant 27 % de ses agences, à la suite de cette acquisition. En juillet 2021, Caixabank annonce la vente de sa participation dans Comercia Global Payments, une ancienne filiale de traitement de paiement de Bankia à Global Payments pour 260 millions d'euros.
En novembre 2021, Caixabank annonce la vente de se participation de 9,92 % dans Erste Group pour 1,5 milliard d'euros.
Le 27 décembre 2022 a été annoncée une réduction de capital conduisant le gouvernement espagnol et la fondation La Caixa à augmenter chacun leur participation : 32.2 % pour la fondation La Caixa et 17.3% pour l'Etat. Le gouvernement a également annoncé une prolongation jusqu’en décembre 2025 de son objectif de sortie du capital de Caixabanx.

## Criteria CaixaHolding
Criteria CaixaHolding, S.A. est une holding qui gère les investissements financiers de La Caixa. Cette entité gère ainsi les participations que La Caixa détient dans les entreprises suivantes,:
Services
- Repsol (11,6 %)- pétrole
- Telefónica (5,01 %)- télécommunications
- Gas Natural (34,96 %)- énergie
- Abertis (22,68 %)- infrastructures
- Suez Environnement (5,7 %)- gestion de l'eau et des déchets[19]

Loisirs
- PortAventura World (50 %) jusqu'en 2012 - loisirs[N 1],[20],[21]
- Hotel Caribe Resort (60 %) jusqu'en 2012 - loisirs[N 1],[21]
- Holret (100 %)- loisirs

Banques internationales
- BPI (25 %) - banque, Portugal
- Grupo Financiero Inbursa (20,00 %) - groupe financier, Mexique
- Bank of East Asia (9,86 %) - banque privée, Hong Kong

Assurances
- Grupo SegurCaixa (100 %) - filiale d'assurance de La Caixa